# Малый Кудин
Малый Кудин — деревня в составе Головчинского сельсовета Белыничского района Могилёвской области Республики Беларусь.

## Географическое положение
Ближайшие населённые пункты: Почепок, Шиловичи, Большой Кудин.